# Zachary Carter
Zachary Carter (Tampa, 7 aprile 1999) è un giocatore di football americano statunitense che milita nel ruolo di defensive tackle per i Las Vegas Raiders della National Football League (NFL).

## Carriera

### Cincinnati Bengals
Al college Carter giocò a football a Florida. Fu scelto nel corso del terzo giro (95º assoluto) nel Draft NFL 2022 dai Cincinnati Bengals. Debuttò come professionista subentrando nella gara del primo turno contro i Pittsburgh Steelers. La sua stagione da rookie si concluse con 23 tackle e 0,5 sack in 16 presenze, 9 delle quali come titolare.
Il 4 ottobre 2024, dopo aver giocato quattro gare di cui due come titolare totalizzando 9 tackle e 0,5 sack, Carter fu svincolato dai Bengals.

### Las Vegas Raiders
Il 10 ottobre 2024 Carter firmò con la squadra di allenamento dei Las Vegas Raiders. Il 21 ottobre 2024 fu promosso nel roster attivo. In stagione fece otto presenze con i Raiders, nessuna come titolare, collezionando 13 tackle, un passaggio deviato e un sack.
Il 18 marzo 2025 Carter rifirmò con i Raiders.

## Statistiche

### Stagione regolare
| Stagione | Stagione | Stagione | Stagione | Difesa  | Difesa  | Difesa  | Difesa | Difesa | Difesa | Difesa  |
| Anno     | Squadra  | P        | PT       | T. tot. | T. sol. | T. ass. | Sack   | Int.   | P. Dev | Fmb. F. |
| -------- | -------- | -------- | -------- | ------- | ------- | ------- | ------ | ------ | ------ | ------- |
| 2022     | CIN      | 16       | 9        | 23      | 10      | 13      | 0,5    | 0      | 1      | 0       |
| 2023     | CIN      | 17       | 5        | 23      | 8       | 15      | 0,0    | 0      | 1      | 1       |
| 2024     | CIN      | 4        | 2        | 9       | 4       | 5       | 0,5    | 0      | 0      | 0       |
| 2024     | LV       | 8        | 0        | 22      | 10      | 12      | 1,0    | 0      | 1      | 0       |
| Totale   | Totale   | 45       | 16       | 68      | 28      | 40      | 2,0    | 0      | 3      | 1       |

### Play-off
| Stagione | Stagione | Stagione | Stagione | Difesa  | Difesa  | Difesa  | Difesa | Difesa | Difesa | Difesa  |
| Anno     | Squadra  | P        | PT       | T. tot. | T. sol. | T. ass. | Sack   | Int.   | P. Dev | Fmb. F. |
| -------- | -------- | -------- | -------- | ------- | ------- | ------- | ------ | ------ | ------ | ------- |
| 2022     | CIN      | 3        | 2        | 8       | 3       | 5       | 0,0    | 0      | 0      | 0       |
| Totale   | Totale   | 3        | 2        | 8       | 3       | 5       | 0,0    | 0      | 0      | 0       |

Fonte: Football Database
In grassetto i record personali in carriera